# 三氟化氮
三氟化氮（NF3）是卤化氮中最稳定的无机化合物，可在铜的催化下由氨气与氟气制成。 它可以用作氟化氢激光器的氧化剂，半导体、液晶和薄膜太阳能电池生产过程中的蚀刻剂。曾被试做火箭燃料。 但由于三氟化氮属于温室气体，能加剧温室效应，因此有人认为应该限制这种化合物的使用。
三氟化氮在半導體及TFT-LCD製造的薄膜製程中扮演「清潔劑」的角色，不過這類清潔劑是氣態，而非液態。 
在半導體中，薄膜製程的主要設備是「化學氣相沉積」（CVD）機台，會在晶圓片上長出薄膜。薄膜的成份有可能是矽、二氧化矽或其他金屬材料，但這些材料不僅會附著在晶片上，也附著在反應室內的牆壁上，內牆上的二氧化矽累積至相當數量，就會在反應室內形成微塵粒子（Particle），影響晶圓片的良率。 
因此每台CVD機台在處理過規定數量的晶圓片後，就要使用含氟的氣體清洗，以去除內壁上的矽化物質。不過NF3與CF4、C2F6等氣體都屬於多氟碳化物，是造成溫室效應的來源之一。半導體廠為了降低排氣對溫室效應的影響，在排放含氟廢氣前，會以高溫（攝氏700、800度才進行）將氣體由有機轉分解為無機，才不會破壞臭氧層。